# La Fille de Dracula (film, 1972)
Pour les articles homonymes, voir La Fille de Dracula.
Pour plus de détails, voir Fiche technique et Distribution.
La Fille de Dracula (titre portugais : A Filha de Dracula) est un  film franco-portugais réalisé par Jesús Franco, sorti en 1972. D'abord tourné comme un remake de son précédent film policier horrifique Le Sadique Baron Von Klaus (1962), il a finalement été remonté et distribué comme un film de vampires.

## Synopsis
Une jeune fille, Luisa, rend visite à sa grand-mère mourante, la baronne Karlstein, dans sa demeure. Avant de mourir, elle lui dévoile la malédiction qui pèse sur leur lignée familiale depuis des générations. La crypte dans le sous-sol de sa maison renferme l'ancêtre Karlstein, connu sous le nom de Dracula, et l'on doit s'assurer qu'il ne boira plus jamais de sang. Mais ce dernier, toujours avide de chair fraîche, sort de sa tombe et oblige Luisa, en la plongeant dans une transe sexuelle, à séduire de jeunes filles pour ensuite les ramener à lui pour qu'il suce leur sang. Mais Luisa, vampirisée par ce dernier, y prend également goût...

## Fiche technique
- Titre portugais : A Filha de Dracula
- Titre français : La Fille de Dracula
- Réalisation et scénario : Jesús Franco
- Montage : Roberto Fandino
- Musique : Daniel White
- Photographie : José Climent
- Décors : Carlos Viudes
- Producteur : Robert de Nesle et Victor Costa
- Société de production et distribution : CFFP (Paris),  Interfilme (Lisbon)
- Pays de production :  France /  Portugal
- Langue : français
- Format : couleur - 2,35:1 - Mono - 35 mm
- Genre : horreur, érotique
- Durée : 82 minutes
- Date de sortie : 
  - France : 14 décembre 1972

## Distribution
- Britt Nichols : Luisa Karlstein
- Anne Libert : Karine
- Alberto Dalbes (VF : Michel Gatineau) : l'inspecteur Ptuschko
- Howard Vernon : le comte Dracula
- Daniel White (VF : René Bériard) : le comte Max Karlstein
- Jesús Franco (VF : Jacques Thébault) :  Cyril Jefferson
- Fernando Bilbao : Charlie, le reporter
- Yelena Samarina (VF : Perrette Pradier) : Ana Kramer
- Carmen Carbonell (VF : Marie Francey) : la baronne Karlstein
- Conchita Núñez (VF : Arlette Thomas) : Margot, la serveuse
- Eduarda Pimenta : la première victime (non créditée)

## Autour du film
- Sur les mêmes lieux de tournage, Jesús Franco a également tourné Les Vierges et l'amour, Christina, princesse de l'érotisme (1971), Les Démons, Les Expériences érotiques de Frankenstein (1972), Lettres d'amour d'une nonne portugaise (1977), Aberraciones sexuales de una mujer casada (1981).
- Ici également acteur, le compositeur Daniel White interprète lui-même à l'écran sa propre œuvre au piano dans une longue scène entrecoupée de plans saphiques. On avait déjà vu ses mains jouer au piano le générique du début de Le Sadique Baron Von Klaus (1962) dont sont inspirées de nombreuses séquences de La Fille de Dracula.
- Entrevu furtivement dans le rôle muet d'un vampire cloisonné dans une cave (supposément Dracula), Howard Vernon n'est intervenu qu'à titre amical à la toute dernière phase de la production pour ajouter au film un apparat "vampirique" dont il était de prime abord totalement dépourvu.